# Кота-Кинабалу (аэропорт)
Международный аэропорт Кота-Кинабалу (ИАТА: BKI, ИКАО: WBKK) — коммерческий аэропорт, расположенный в 8 километрах к юго-западу от центра Кота-Кинабалу (штат Сабах, Малайзия). Второй (после международного аэропорта Куала-Лумпур) аэропорт страны по показателю объёма пассажирского потока.
Международный аэропорт Кота-Кинабалу является основным коммерческим аэропортом в штате Сабах и представляет собой главный пересадочный узел в маршрутах на Борнео.
Действующая инфраструктура нового терминала 1 с 64 стойками регистрации на внутренние и международные рейсы и 17 самолётными стоянками для узко- и широкофюзеляжных самолётов позволяет обслуживать до 3200 пассажиров в час.

## История
История аэропорта восходит к строительству японскими оккупантами во время Второй мировой войны военного аэродрома Джесселтон-Эйрфилд (Кота-Кинабалу ранее был известен под названием Джесселтон). В конце войны аэродром подвергся тяжёлым бомбардировкам военно-воздушными силами союзников, и был практически полностью разрушен.
После окончания Второй мировой войны ремонт и дальнейшее обслуживание аэродрома перешли в ведение Департамента гражданской авиации Северного Борнео (ныне — Сабах). В 1957 году взлётно-посадочная полоса аэродрома на утрамбованной траве была заменена на ВПП с твёрдым битумным покрытием, построено новое здание пассажирского терминала аэропорта. К 1959 году длина взлётно-посадочной полосы увеличена до 1593 метров для обеспечения приёма и отправки самолётов Vickers Viscount авиакомпании Malaysia Airways. Следующее удлинение ВПП до 1921 метров было выполнено в 1963 году в целях возможности обработки реактивных самолётов De Havilland Comet 4. Объём коммерческих операций в аэропорту увеличивался год от года, поэтому к началу эпохи реактивной авиации встал вопрос о существенном расширении инфраструктуры аэропорта и строительстве более вместительного здания пассажирского терминала.
В 1969 году для разработки этапов генерального плана по реконструкции и модернизации аэропорта в период с 1970 по 2000 годы была выбрана британская консалтинговая фирма, которая спустя некоторое время предоставила на рассмотрение правительства страны проект со следующими основными положениями и рекомендациями:
- расширение и удлинение до 3000 метров основной взлётно-посадочной полосы аэропорта для возможности обслуживания реактивных лайнеров Boeing 707 и Boeing 747;
- возведение нового терминального комплекса и строительство параллельной взлётно-посадочной полосе рулёжной дорожки;
- комплексное обеспечение аэропорта современным навигационным оборудованием, средствами связи и автоматической системой освещения взлётно-посадочной полосы.

В 1980-х годах завершилось возведение нового пассажирского терминала по другую сторону ВПП аэропорта. Обслуживание почти всех коммерческих рейсов было перенесено в здание современного терминала, прежнее здание при этом получило название «Airport Lama» («старый аэропорт»). В 1992 году контроль за Международным аэропортом Кота-Кинабалу перешёл под Департамент гражданской авиации штата Сабах и в государственную управляющую компанию Malaysia Airports Holdings Berhad. Следующий этап расширение и реконструкции аэропортовой инфраструктуры начался в 2006 году и затронул оба здания пассажирских терминалов. В следующем году «старый аэропорт» был переименован в «Терминал 2», а более современный терминал — в «Терминал 1».

## Проект современной реконструкции

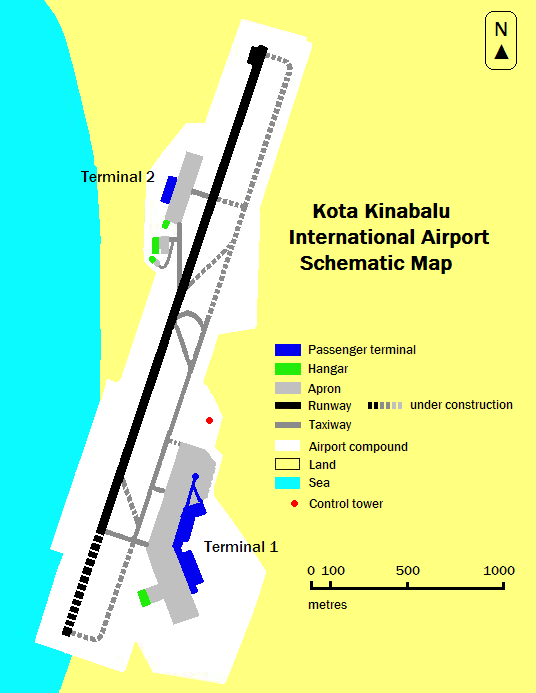
Схема Международного аэропорта Кота-Кинабалу

В середине 2005 года правительство Малайзии одобрило проект капитального ремонта и расширения инфраструктуры Международного аэропорта Кота-Кинабалу с общим бюджетом в 1,4 миллиардов малайзийских ринггитов. Проект предусматривал увеличение длины взлётно-посадочной полосы с 2988 до 3780 метров и увеличение операционной площади Терминала 1 с 34 000 до 87 000 м². После проведения строительных работ аэропорт мог обслуживать четыре самолёта Boeing 747, один Airbus A330, семь Boeing 737, три Fokker 50 и три самолёта Dornier одновременно с учётом использования девяти телескопических трапов для перемещения пассажиров между терминалом и самолётами. Проект также предусматривал демонтаж примыкающей к зданию основного терминала контрольной диспетчерской вышки и возведение нескольких отдельных друг от друга вышек управления воздушным движением аэропорта. Работы по реализации проекта были завершены в середине 2009 года.
В настоящее время аэропорт сертифицирован на обслуживание крупнейшего в мире пассажирского лайнера Airbus A380. Пропускная способность Международного аэропорта Кота-Кинабалу составляет 12 миллионов пассажиров в год (9 млн пассажиров — Терминал 1 и 3 млн пассажиров — Терминал 2).

## Пассажирские терминалы

### Терминал 1
Терминал 1 Международного аэропорта Кота-Кинабалу является основным зданием аэропортового комплекса, пропускная способность которого составляет до 9 млн пассажиров ежегодно. В зоне терминала находятся следующие объекты аэропортовой инфраструктуры:
- 64 стойки регистрации пассажиров на рейсы внутренних и международных направлений;
- 2 автоматические, оснащённых рентгеновскими установками, стойки приёма багажа и 5 полуавтоматических стоек обработки багажа (три — в зоне отправления, одна в зоне обслуживания VIP-пассажиров и одна — для лётного персонала);
- 36 стоек иммиграционного контроля (16 в зоне отправления и 20 — в зоне прибытия);
- 6 багажных каруселей в зоне выдачи багажа;
- 3 этажа с разделённой инфраструктурой (первый этаж: зал прибытия; второй этаж — служебные офисы авиакомпаний и других предприятий, работающих в аэропорту; третий этаж — зона регистрации билетов и зал отправления);
- 9 телескопических трапов;
- 17 стоянок воздушных судов, рассчитанных на узко- и широкофюзеляжные самолёты;
- автомобильная стоянка на 1400 машин и отдельная зона автомобильной парковки.

В торговой зоне Терминала 1 расположены магазины беспошлинной торговли, залы повышенной комфортности, рестораны, кафе, бары, туристические агентства и другие объекты.
Основную операционную нагрузку на Терминал 1 Международного аэропорта Кота-Кинабалу обеспечивает национальная авиакомпания страны Malaysia Airlines.

### Терминал 2

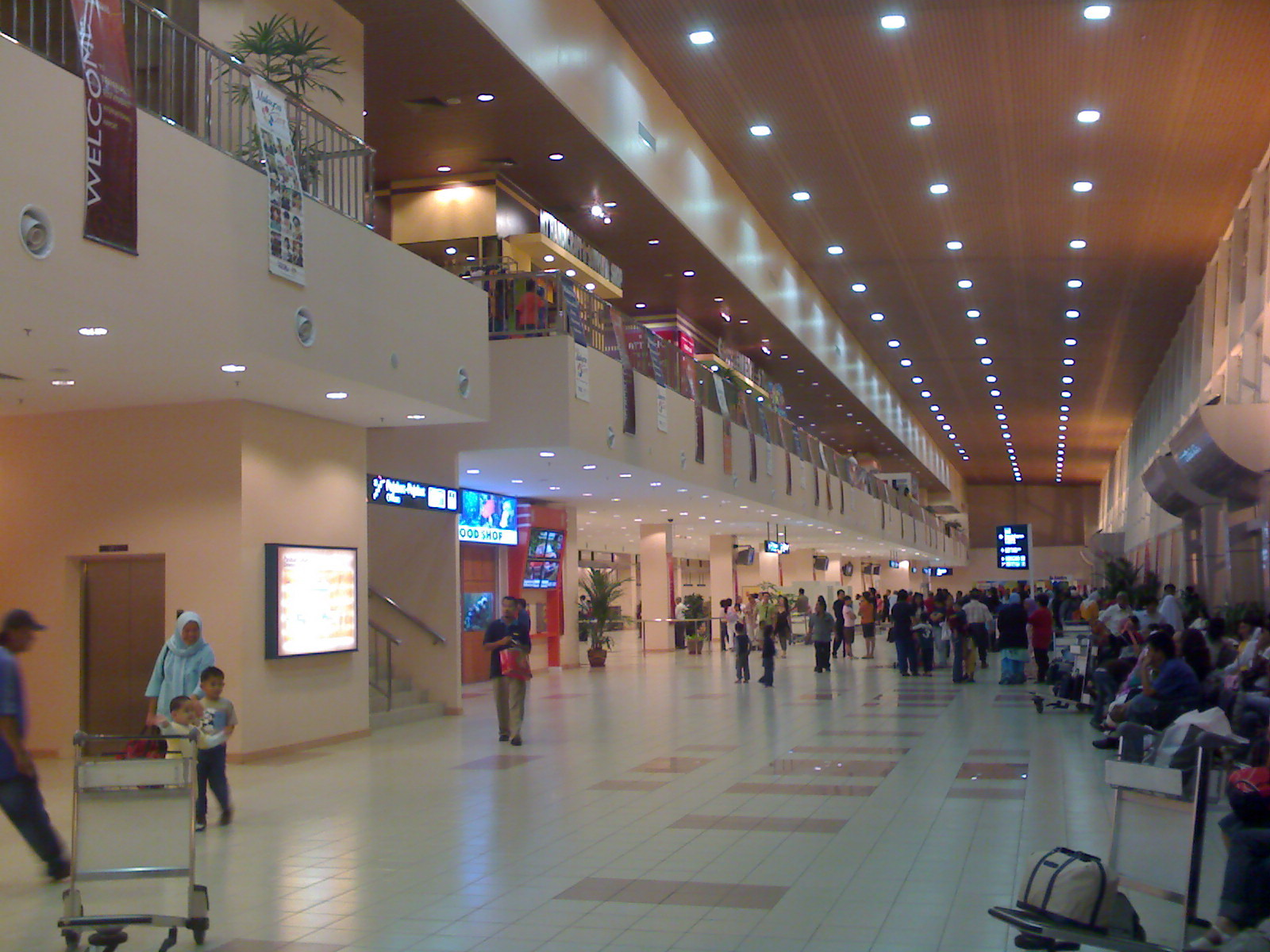
Терминал 2

Терминал 2 Международного аэропорта Кота-Кинабалу используется для обслуживания чартерных и бюджетных авиакомпаний. Несмотря на это, инфраструктура терминала предоставляет полный набор услуг в отличие, например, от терминала бюджетных перевозчиков в международном аэропорту Куала-Лумпур. На территории терминала расположены 26 стоек регистрации пассажиров на рейсы внутренних и международных направлений, 6 стоянок самолётов класса Boeing 737 и Airbus A320, 7 автоматов для рентгеновской проверки багажа, отдельный зал повышенной комфортности для VIP-пассажиров и 13 стоек иммиграционного контроля.
Пропускная способность Терминала 2 составляет до трёх миллионов пассажиров ежегодно.

## Авиакомпании и пункты назначения

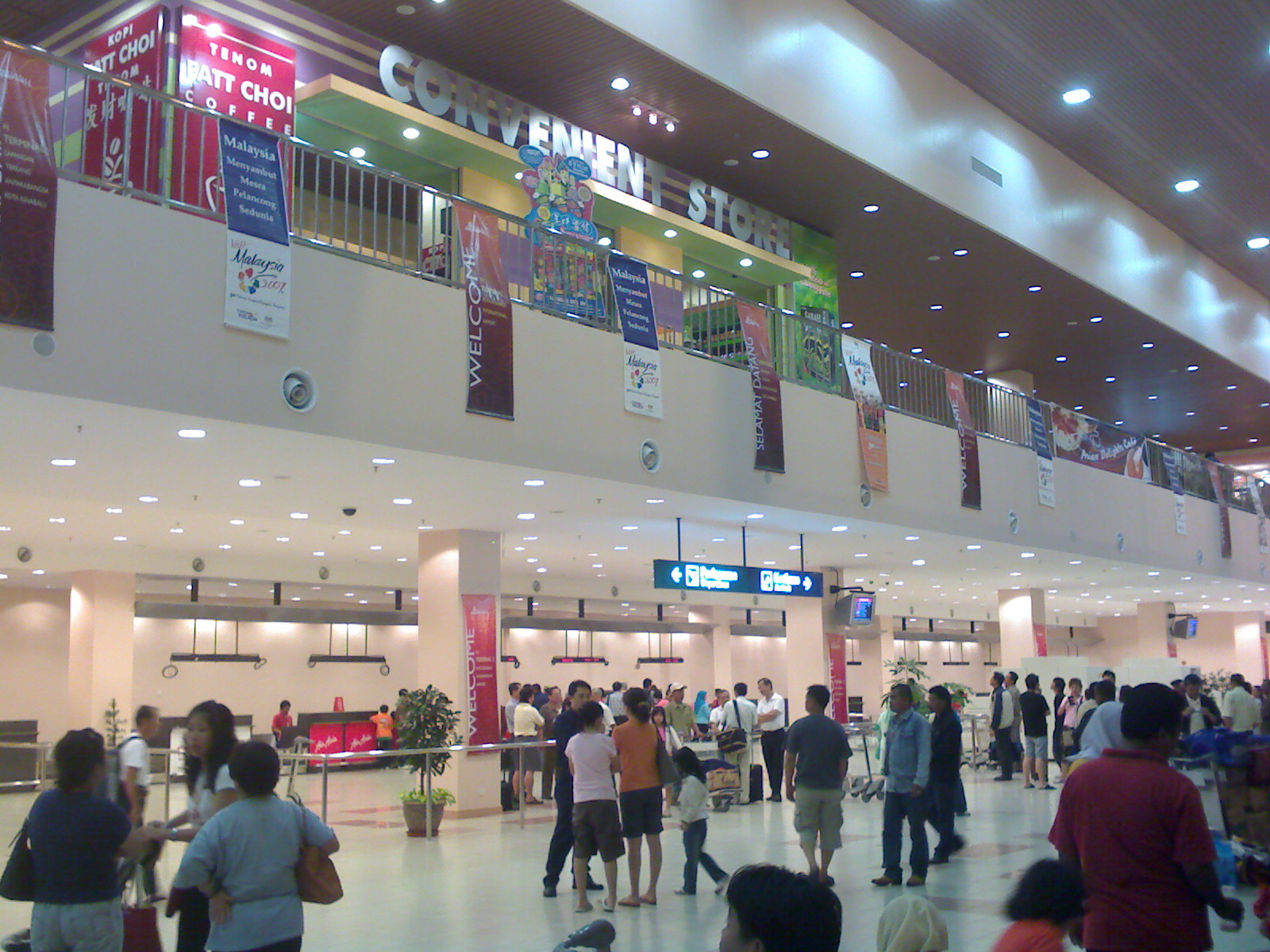
Торговая зона в Терминале 2

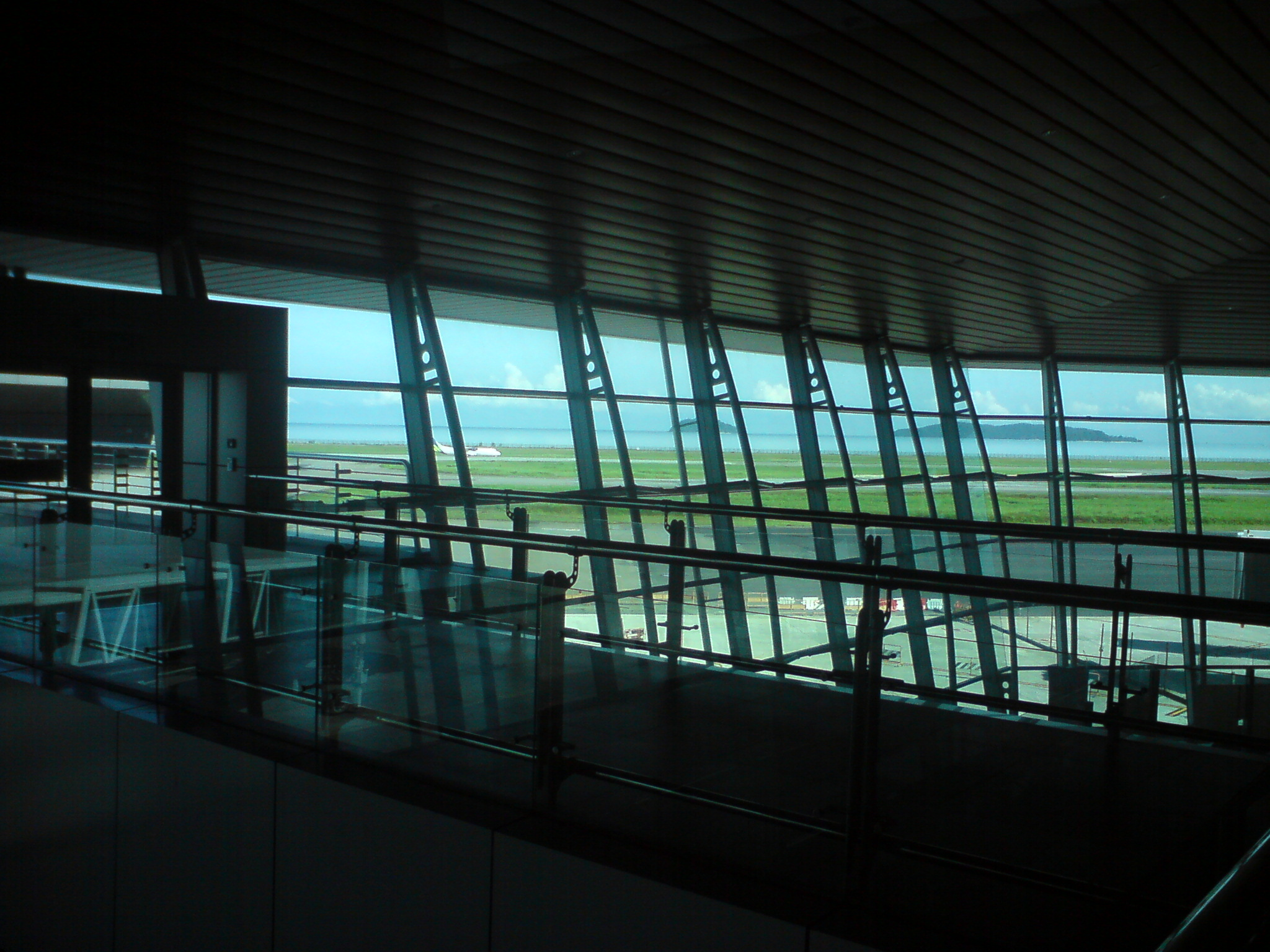
Гейт A5 в Терминале 1

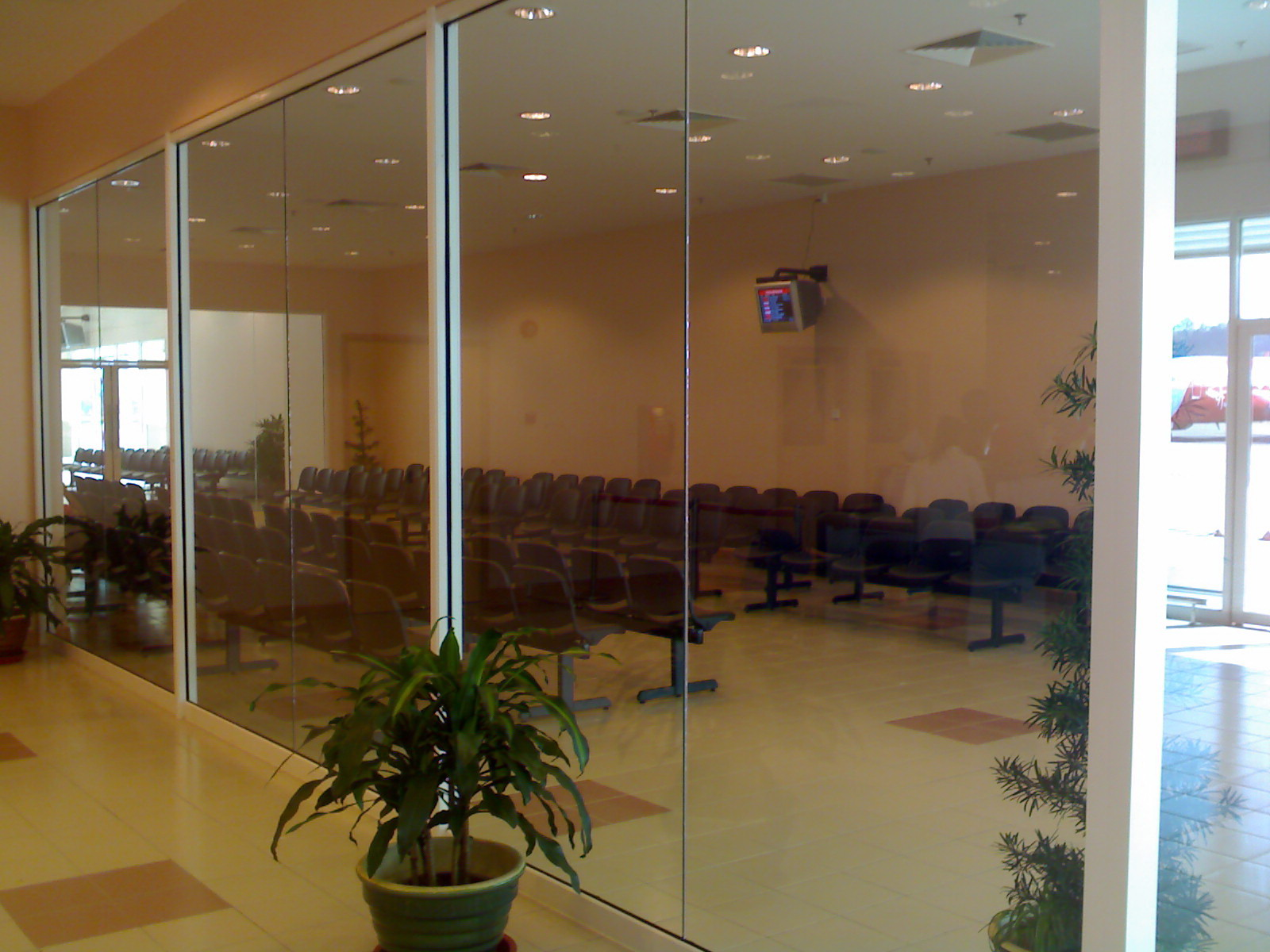
Зал для VIP-пассажиров, Терминал 2

В 2011 году в Международном аэропорту Кота-Кинабалу по регулярным, чартерным и грузовым маршрутам работало 19 авиакомпаний:

### Пассажирооборот аэропорта

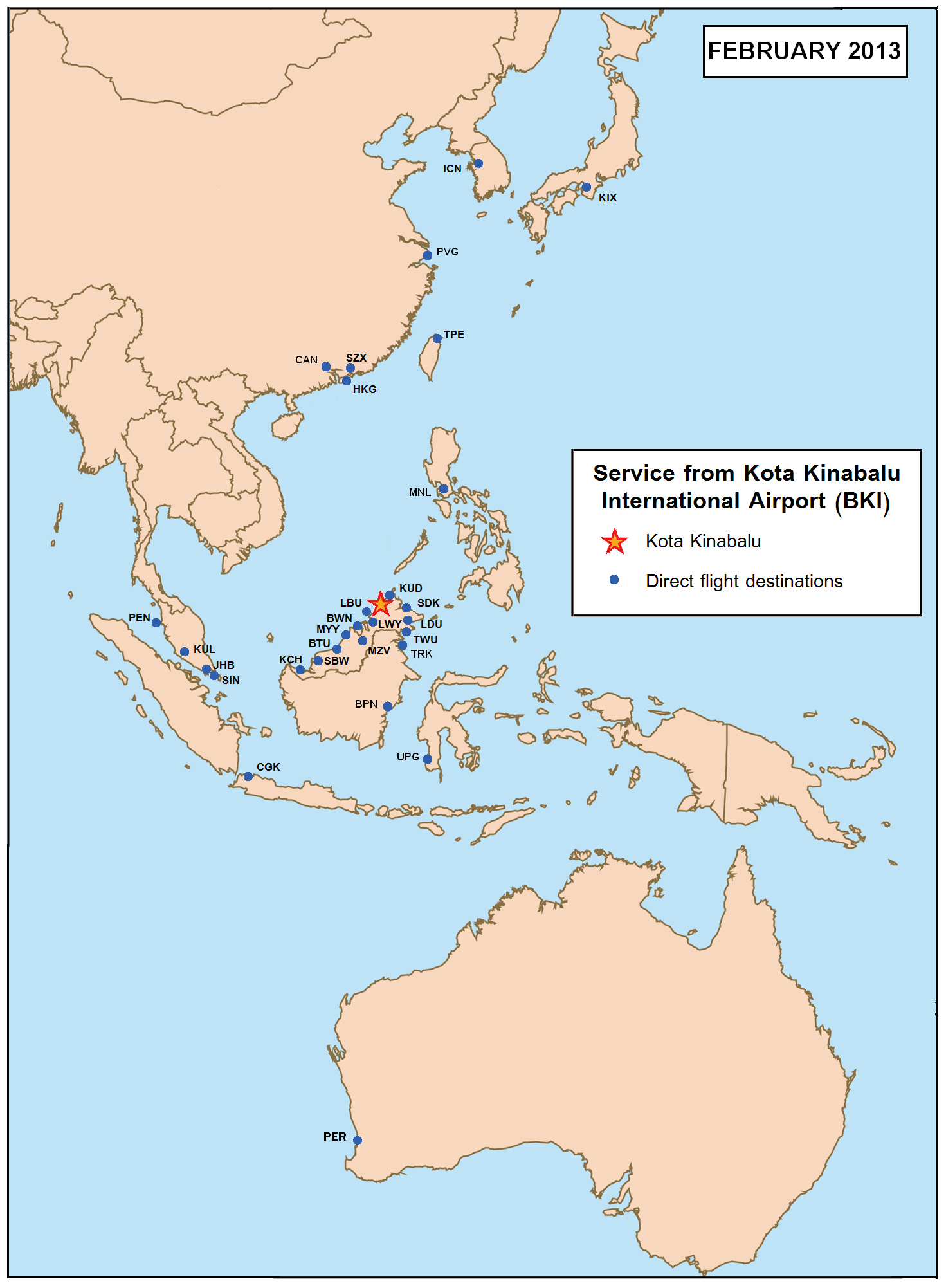
Маршрутная сеть перевозок из Международного аэропорта Кота-Кинабалу

### Чартерные
- China Southern
- Hornbill Skyways
- Layang Layang Aerospace
- Sabah Air

### Грузовые
- MASkargo
- Transmile Air Services

## Статистика операционной деятельности

### Пассажирооборот аэропорта[5]
| Год  | Пассажиров        | Число взлётов и посадок |
| ---- | ----------------- | ----------------------- |
| 1960 | 33 570            | -                       |
| 1970 | 290 575           | -                       |
| 1975 | 520 540           | -                       |
| 1980 | 1 246 130         | -                       |
| 1985 | 1 430 000         | -                       |
| 1990 | 2 040 000         | -                       |
| 2000 | 3 092 326         | 41 411                  |
| 2001 | 3 036 196 ▼1,8 %  | 40 157                  |
| 2002 | 3 256 212 ▲7,3 %  | 44 528                  |
| 2003 | 3 302 366 ▲1,4 %  | 44 701                  |
| 2004 | 3 918 201 ▲18,7 % | 50 313                  |
| 2005 | 3 975 136 ▲1,5 %  | 51 824                  |
| 2006 | 4 015 221 ▲1 %    | 50 594                  |
| 2007 | 4 399 939 ▲9,6 %  | 52 047                  |
| 2008 | 4 689 164 ▲6,6 %  | 54 317                  |
| 2009 | 4 868 526 ▲3,8 %  | 53 554                  |
| 2010 | 5 223 000 ▲6,8 %  | 55 241                  |

### Статистика аэропорта
| Место | Пункты назначения        | Число рейсов (в неделю) |
| ----- | ------------------------ | ----------------------- |
| 1     | Гонконг (KA, MH, AK)     | 19                      |
| 2     | Сингапур (AK, MI)        | 14                      |
| 3     | Бандар-Сери-Бегаван (BI) | 15                      |
| 4     | Сеул (MH, OZ, ZE)        | 16                      |
| 5     | Тайбэй (MH, AK)          | 14                      |
| 6     | Манила (AK, 5J)          | 10                      |
| 7     | Шэньчжэнь (AK)           | 7                       |
| 8     | Токио (MH)               | 4                       |
| 9     | Джакарта (AK)            | 3                       |
| 10    | Перт (MH)                | 3                       |
| 11    | Осака (MH)               | 2                       |

| Место | Пункт назначения          | Число рейсов (в неделю) |
| ----- | ------------------------- | ----------------------- |
| 1     | Куала-Лумпур (AK, FY, MH) | 140                     |
| 2     | Мири (AK, MH)             | 49                      |
| 3     | Сандакан (AK, MH)         | 42                      |
| 3     | Тавау (AK, MH)            | 42                      |
| 5     | Кучинг (AK, MH)           | 35                      |
| 5     | Джохор-Бахру (AK, FY)     | 35                      |
| 7     | Лахад-Дату (MH)           | 28                      |
| 8     | Лабуан (AK, MH)           | 21                      |
| 9     | Кудат (MH)                | 7                       |
| 9     | Мулу (MH)                 | 7                       |
| 9     | Пенанг (AK)               | 7                       |

## Авиапроисшествия и несчастные случаи
- 6 июня 1976 года. Самолёт авиакомпании Sabah Air, выполнявший чартерный рейс по контракту с правительством страны, разбился через 30 минут после взлёта из международного аэропорта Кота-Кинабалу в районе посёлка Сембулан. Погибли все 11 человек на борту самолёта, включая премьер-министра Сабаха Туна Фуада Стивенса.
- 16 ноября 1991 года. При посадке в аэропорту Кота-Кинабалу потерпел крушение 11-местный самолёт Pilatus PC-6 Королевской полиции Малайзии. Погибли трое полицейских на борту.
- 18 июля 2003 года. Самолёт Airbus A330-342 авиакомпании Dragonair, следовавший регулярным рейсом из международного аэропорта Гонконг в Международный аэропорт Кота-Кинабалу, попал в зону сильной турбулентности, сопряжённой с тропической депрессией Кони над Южно-Китайским морем. В результате сильной болтанки 12 членов экипажа и 3 пассажиров получили ранения, самолёт вернулся в аэропорт Гонконга и благополучно произвёл посадку.
- 8 ноября 2004 года. Самолёт Boeing 737—300 авиакомпании AirAsia, следовавший регулярным рейсом 104 в Международный аэропорт Кота-Кинабалу, при совершении посадки в аэропорту назначения занесло на взлётно-посадочной полосе. На борту находились 111 пассажиров и 5 членов экипажа, трое пассажиров (пятилетняя девочка и две женщины) при аварийной эвакуации из самолёта получили травмы и были доставлены в больницу имени Королевы Елизаветы.